# Psila ozerovi
Psila ozerovi är en tvåvingeart som beskrevs av Shatalkin 1993. Psila ozerovi ingår i släktet Psila och familjen rotflugor. Inga underarter finns listade i Catalogue of Life.